# Лаверноз-Лакас
Лаверно́з-Лака́с (фр. Lavernose-Lacasse, окс. La Vernosa e La Caça) — коммуна во Франции, находится в регионе Юг — Пиренеи. Департамент — Верхняя Гаронна. Входит в состав кантона Мюре. Округ коммуны — Мюре.
Код INSEE коммуны — 31287.

## География

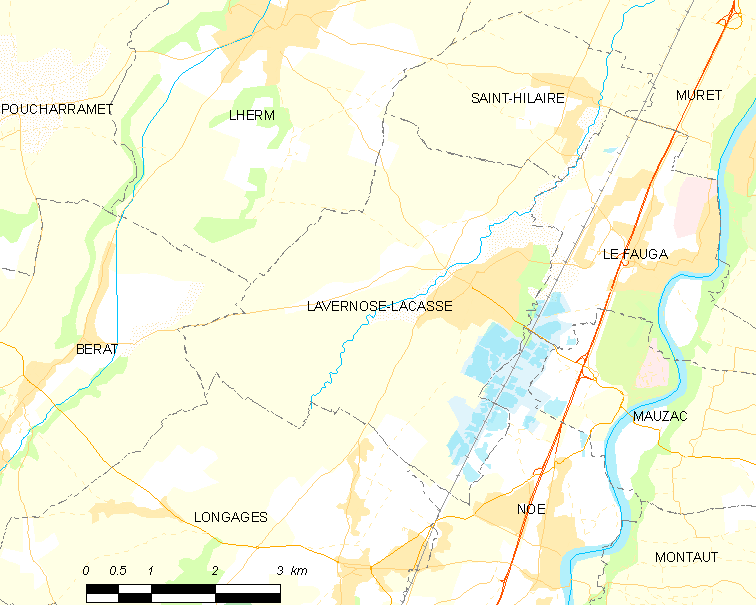
Карта коммуны

Коммуна расположена приблизительно в 620 км к югу от Парижа, в 28 км к юго-западу от Тулузы.
По территории коммуны протекает река Луж.

## Климат
Климат умеренно-океанический. Зима мягкая и снежная, весна характеризуется сильными дождями и грозами, лето сухое и жаркое, осень солнечная. Преобладают сильные юго-восточные и северо-западные ветры.

## Население
Население коммуны на 2010 год составляло 2699 человек.
| 1962 | 1968 | 1975 | 1982 | 1990 | 1999 | 2010 |
| ---- | ---- | ---- | ---- | ---- | ---- | ---- |
| 563  | 1041 | 1126 | 1289 | 1517 | 1944 | 2699 |

## Экономика
В 2010 году среди 1759 человек трудоспособного возраста (15—64 лет) 1326 были экономически активными, 433 — неактивными (показатель активности — 75,4 %, в 1999 году было 72,3 %). Из 1326 активных жителей работали 1216 человек (644 мужчины и 572 женщины), безработных было 110 (39 мужчин и 71 женщина). Среди 433 неактивных 187 человек были учениками или студентами, 138 — пенсионерами, 108 были неактивными по другим причинам.

## Достопримечательности
- Церковь Святых Петра и Павла (XII—XIII века). Исторический памятник с 1950 года[9]
- Часовня Богоматери Сострадания (1817 год)

## Города-побратимы
- Сан-Бартоломе-де-лас-Абьертас (Испания, с 2014)

## Фотогалерея

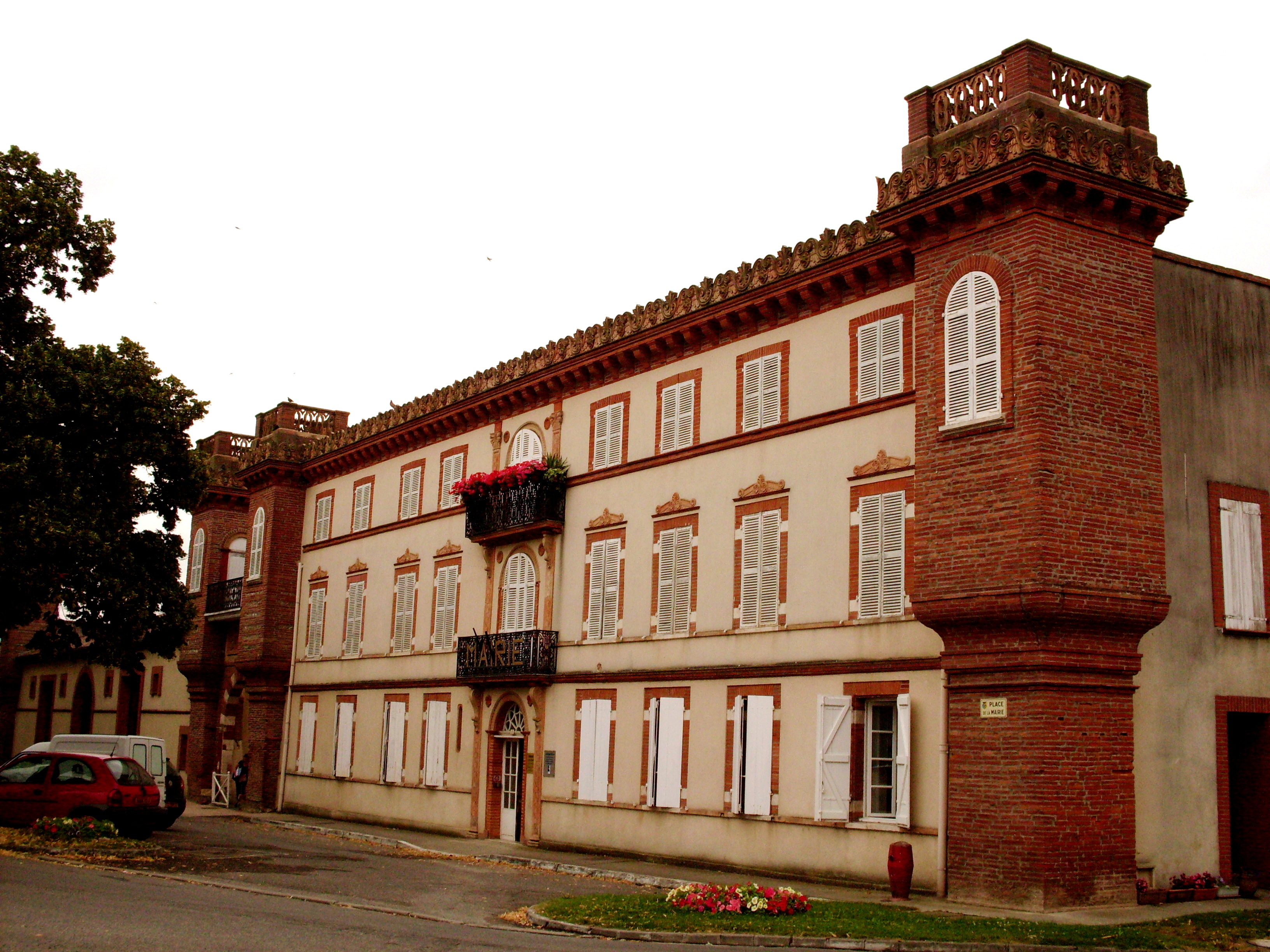
Мэрия
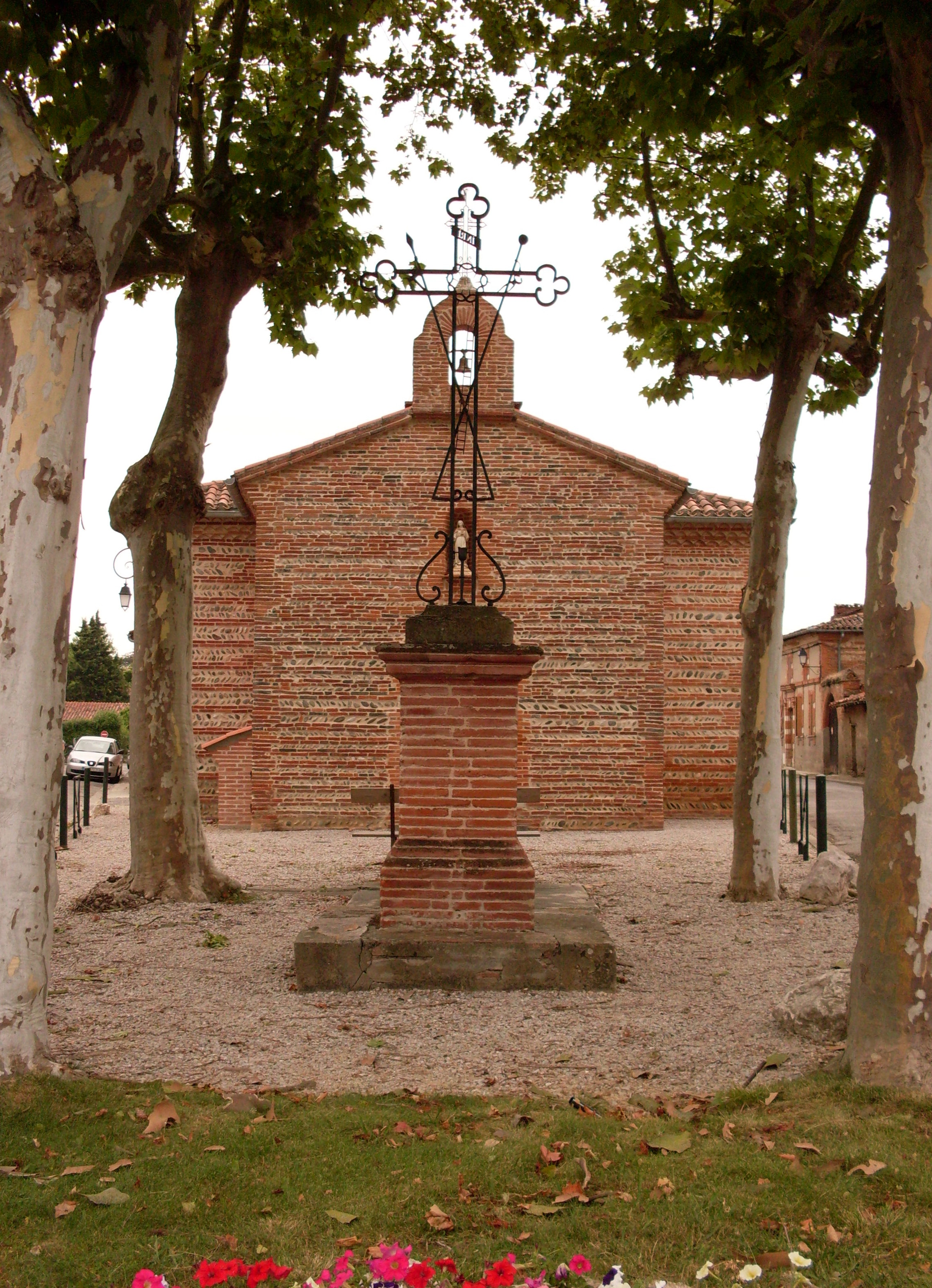
Часовня Богоматери Сострадания
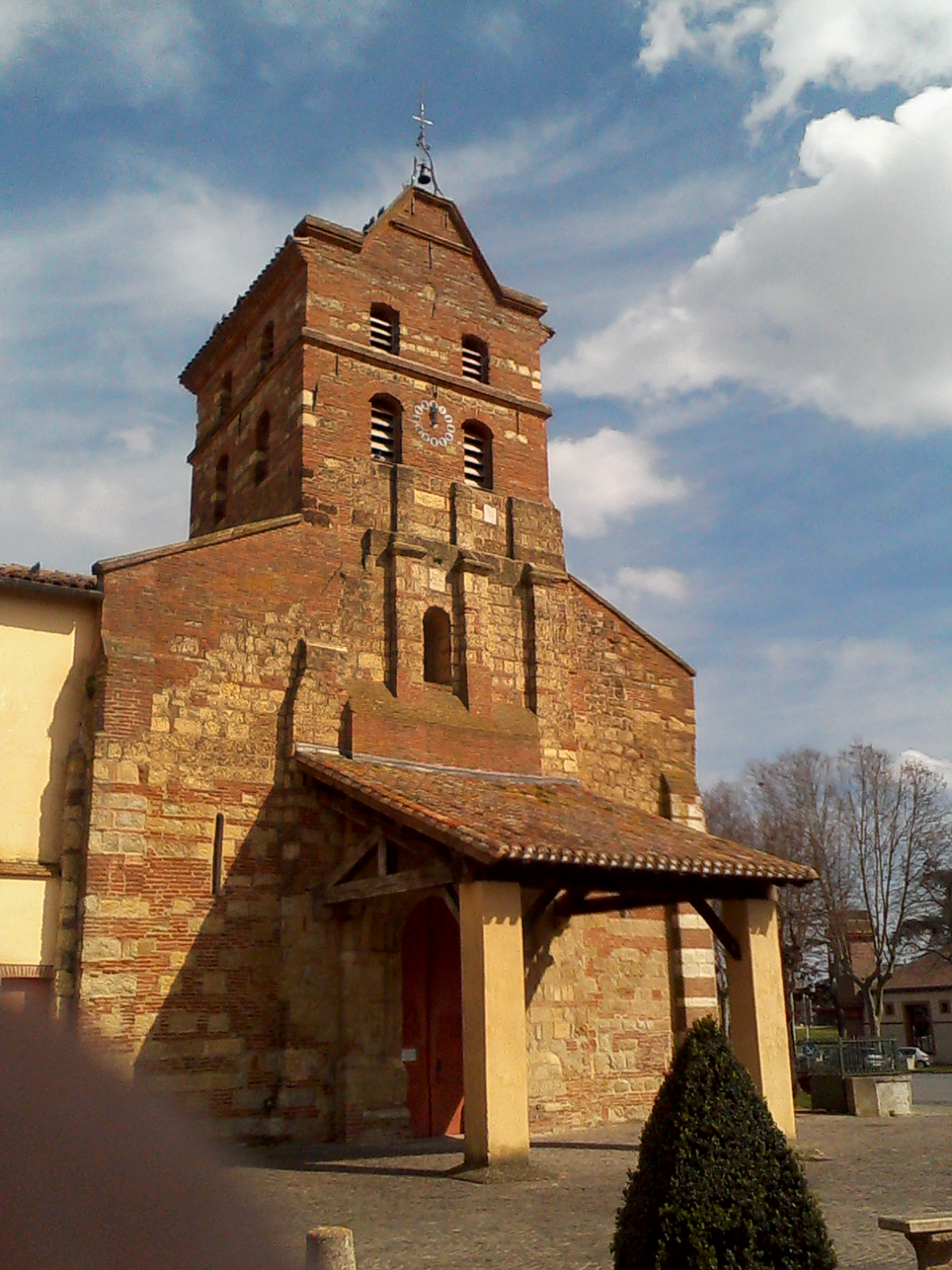
Церковь Святых Петра и Павла
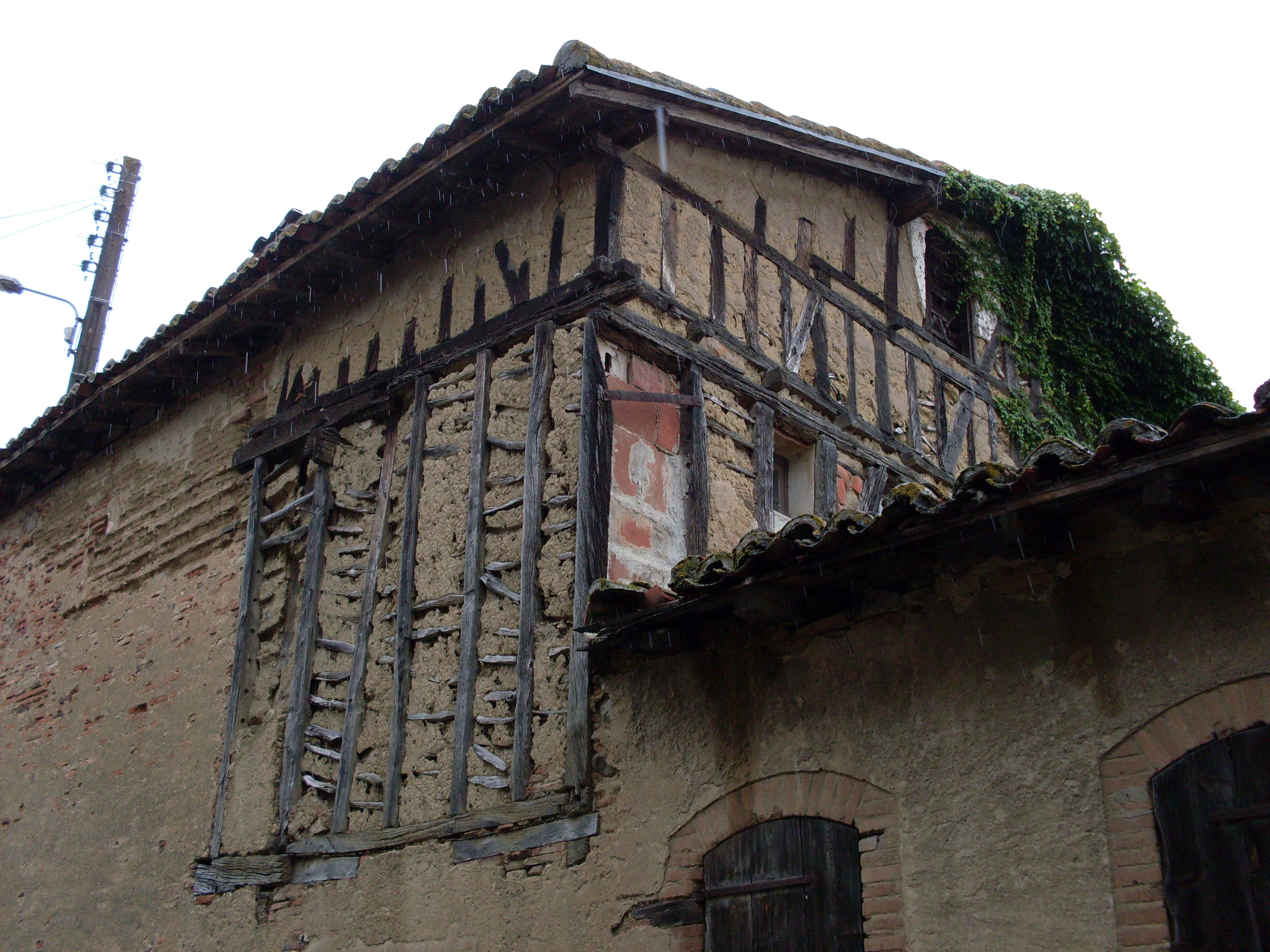
Старый дом
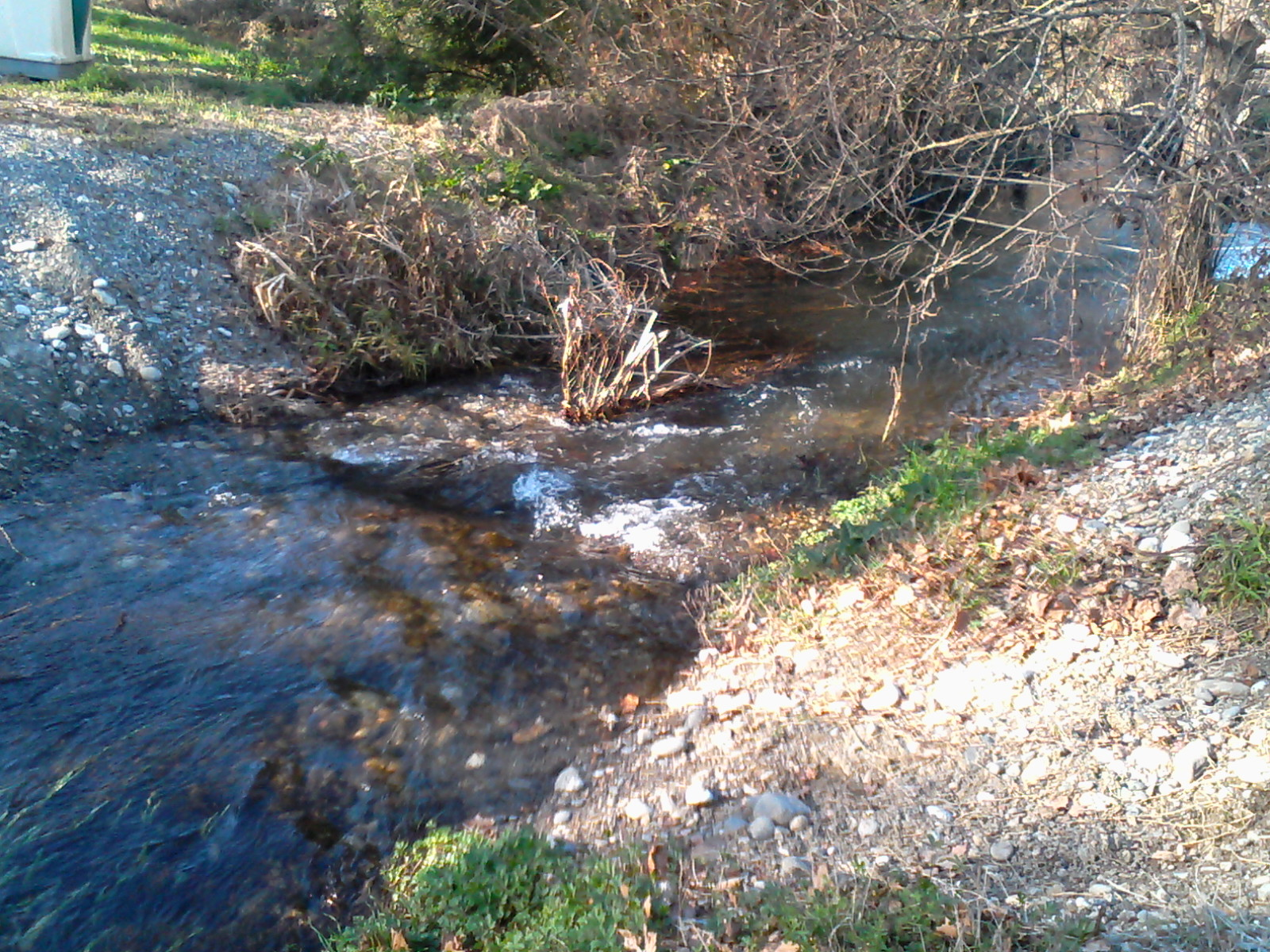
Ручей Рабе[фр.]